# Gnorimosphaeroma tsutshimaense
Gnorimosphaeroma tsutshimaense es una especie de isópodo del género Gnorimosphaeroma, familia Sphaeromatidae, clase Malacostraca. Fue descrita científicamente por Nunomura en 1998.

## Descripción
El tamaño del cuerpo mide 2,0-200 milímetros.

## Distribución
Se distribuye por Japón.